# Václav Brožík
Václav Brožík (Třemošná, 5 marzo 1851 – Parigi, 15 aprile 1901) è stato un pittore ceco.

## Biografia
Václav Brožík studiò dal 1868 presso l'Accademia di Belle Arti di Praga sotto Emil Lauffer. Nel 1871 si trasferì per poter proseguire i suoi studi all'Accademia di Dresda e dal 1873 all'Accademia di Monaco di Baviera, dove fu influenzato in particolare da Carl Theodor von Piloty. Dopo un breve soggiorno a Praga, dal 1876 visse a Parigi. Nel 1879 intraprese un viaggio di studio nei Paesi Bassi.
Con il matrimonio con la figlia di un mercante d'arte parigino entrò a far parte dell'élite artistica. Divideva il suo tempo tra Parigi e Praga, dove dal 1893 insegnò presso l'Accademia. Nel 1896 divenne membro della Académie des beaux-arts di Parigi. 
Morì improvvisamente a causa di una malattia cardiaca, e venne sepolto al Cimitero di Montmartre a Parigi.
Tra i suoi studenti c'era lo scultore Alois Rieber.